# Diego Arria
Pour les articles homonymes, voir Arria.
Diego Arria est un économiste, écrivain, diplomate et homme politique vénézuélien, né à Caracas le 8 octobre 1938. Issu de la société civile, il devient député au Congrès de la République en 1973, puis gouverneur du District fédéral de la capitale entre 1974 et 1977. Il est ensuite nommé ministre du Tourisme entre 1977 et 1978 et achève sa carrière politique entre 1991 et 1993 aux Nations unies.
Il devient représentant du gouvernement autoproclamé de Juan Guaido à l’ONU à partir de 2019. Il a eu l’occasion de s’y exprimer, bien que l'ONU ne le reconnaisse comme ambassadeur du Venezuela.
Il est signataire en 2020 de l'appel lancé par Santiago Abascal, le dirigeant du parti espagnol Vox, visant à combattre le communisme dans le monde. L'appel s’entend également comme un premier pas vers la création d'une internationale de la droite radicale afin de mener une « bataille culturelle contre la gauche ».